# Leśna Podlaska (gmina)
Pour les articles homonymes, voir Leśna Podlaska.
Leśna Podlaska est une gmina rurale (gmina wiejska) de la powiat de Biała Podlaska, dans la Voïvodie de Lublin, dans l'est de la Pologne, à la frontière avec la Biélorussie.
Son siège administratif (chef-lieu) est le village de Leśna Podlaska, qui se situe environ 13 kilomètres au nord-ouest de Biała Podlaska (siège du powiat) et 104 kilomètres au nord de la capitale régionale Lublin (capitale de la voïvodie).
La gmina couvre une superficie de 97,69 km2 pour une population de 4 494 habitants en 2006.
Leśna Podlaska est jumelée avec Mazières-en-Gâtine (France)

## Histoire
De 1975 à 1998, la gmina est attachée administrativement à la voïvodie de Biała Podlaska.

Depuis 1999, elle fait partie de la voïvodie de Lublin.

## Géographie
La gmina inclut les villages et localités de :

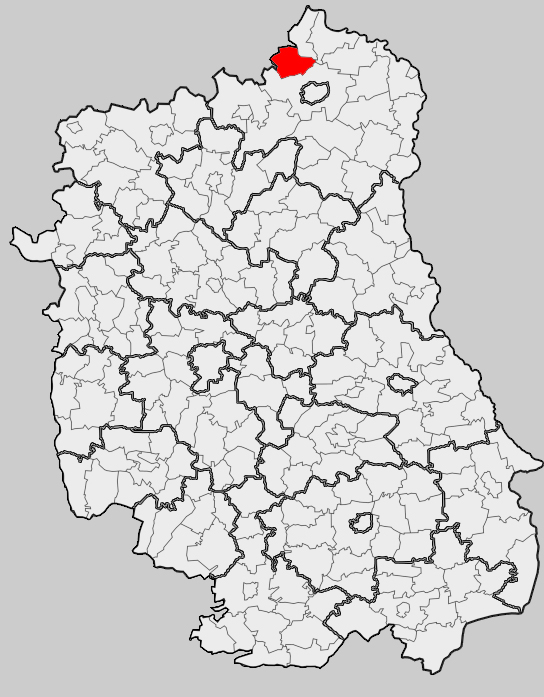
Position de la gmina dans la voïvodie

- Bukowice
- Bukowice-Kolonia
- Droblin
- Jagodnica
- Klukowszczyzna
- Leśna Podlaska
- Ludwinów
- Mariampol
- Nosów
- Nosów-Kolonia
- Nowa Bordziłówka
- Ossówka
- Ossówka-Kolonia
- Stara Bordziłówka
- Witulin
- Witulin-Kolonia
- Worgule
- Zaberbecze

### Gminy voisines
La gmina de Leśna Podlaska est voisine des gminy suivantes :
- Biała Podlaska
- Huszlew
- Janów Podlaski
- Konstantynów
- Stara Kornica

## Structure du terrain
D'après les données de 2002, la superficie de la commune de Leśna Podlaska est de 97,69 kilomètres carrés, répartis comme telle :
- terres agricoles : 79 %
- forêts : 15 %

La commune représente 3,55 % de la superficie du powiat.

## Démographie
Données du 30 juin 2004:
| Description        | Total  | Total | Femmes | Femmes | Hommes | Hommes |
| ------------------ | ------ | ----- | ------ | ------ | ------ | ------ |
| Unité              | Nombre | %     | Nombre | %      | Nombre | %      |
| Population         | 4 554  | 100   | 2 276  | 50     | 2 278  | 50     |
| Densité (hab./km²) | 46,6   | 46,6  | 23,3   | 23,3   | 23,3   | 23,3   |